# الاتحاد النسائي الإسلامي التونسي

الاتحاد النسائي الإسلامي التونسي، هو أول منظمة نسائية تونسية تأسست سنة 1936، وتقدمت للحصول على تأشيرة العمل القانوني سنة 1938، ولكن لم تحصل عليها إلا سنة 1951. ولم يمنعها ذلك من النشاط على الساحة الوطنية منذ تأسيسها إلى سنة 1956، لتحل محلها منظمة نسائية أخرى هي الاتحاد القومي النسائي التونسي.

## أهداف الاتحاد
كان الاتحاد النسائي الإسلامي التونسي يهدف إلى تحقيق الأهداف التالية:
- تكوين رابطة المودة والتعارف بين أفراده ؛
- تربية البنت في دائرة الأخلاق الإسلامية، وتوجيهها نحو التعليم ؛
- بث الثقافة الإسلامية والعربية في الوسط النسائي.

## قياداته
توالت على قيادة الاتحاد النسائي الإسلامي التونسي عدد من نساء الأرستقراطية التونسية، ومن بينهن خاصة بشيرة بن مراد التي ترأست هذه المنظمة منذ نشأتها إلى أن وقع حلها، إلى جانب التي تولت الكتابة العامة ونجيبة وثلاثتهن بنات شيخ الإسلام محمد الصالح بن مراد، إلى جانب سارة بن الخوجة ابنة الشيخ الزيتوني الحاج علي بن الخوجة، والسيدة نبيهة بن ميلاد زوجة الدكتور أحمد بن ميلاد، وتوحيدة بن الشيخ، أول طبيبة تونسية، وبدرة بن مصطفى  ونعيمة بن صالح وجليلة بن حميدة مزالي ومنجية بن عز الدين... كما أسندت الرئاسة الشرفية لهذا الاتحاد للأميرة عائشة.

## امتداده
كان الاتحاد النسائي الإسلامي التونسي منظمة وطنية امتدت فروعها داخل البلاد، إذ فتح فروعا له شمالا (الكاف ونابل) وجنوبا (تطاوين)، بالإضافة إلى عدد من المدن الهامة الأخرى مثل سوسة، والقيروان... وعلى صعيد آخر بعث الاتحاد فرعا كشفيا تحت عنوان حبيبات الكشافة، بهدف تحسيس الأمهات بأهمية الحركة الكشفية والسماح لأبنائهن بالمشاركة فيها.

## أنشطته
تركزت أنشطة الاتحاد النسائي الإسلامي التونسي على الأعمال الخيرية أساسا، حيث نظم عدة حفلات لفائدة الطلبة التونسيين الدارسين بفرنسا، ومن تلك الحفلات الحفلة التي نظمها بمناسبة الذكرى العاشرة لتأسيس جمعية طلبة شمال أفريقيا المسلمين بفرنسا (1927-1937) كما آزر الاتحاد الحركة الكشفية التونسية، وفي أواخر الأربعينات ساند القضية الفلسطينية.